# Cap Armitage
Pour les articles homonymes, voir Armitage.
Le cap Armitage, est un cap rocheux de l'île de Ross en Antarctique. Il forme l'extrémité sud de la péninsule de Hut Point et donc de l'île.
Le cap a été découvert par Robert Falcon Scott au cours de l'expédition Discovery (1901-1904) et il le nomma en l'honneur d'Albert Armitage, commandant en second de la mission et lieutenant de la Royal Navy.
Les bases antarctiques McMurdo et Scott se trouvent à proximité de ce cap : la première au fond de la baie des Quartiers d'hiver, près de Hut Point ; la seconde sur Pram Point (de). Une route de quelques kilomètres les relie.